# Starobecheve
Starobecheve (en ukrainien : Старобешеве, en russe : Старобешево, Starobechevo) est une commune urbaine du sud-est de l'oblast de Donetsk, chef-lieu du raïon du même nom. Elle fait partie depuis 2014 de la république populaire de Donetsk. Sa population est de 6 300 habitants. Elle se situe sur la rive droite du fleuve Kalmious, à 20 km de la frontière russe.
La centrale thermique de Starobecheve est productrice d’électricité.

## Personnalités liées à la commune
- Pacha Angelina (1912-1959), stakhanoviste soviétique.